# Confini e dipendenze
Confini e dipendenze (Crisis) è un film del 2021 scritto e diretto da Nicholas Jarecki.

## Trama
Stati Uniti d'America. Sullo sfondo di un'anomala serie di overdose da farmaci oppioidi, si incrociano tre storie diverse, quella di un infiltrato della DEA in un'operazione di contrabbando di fentanyl, quella di un architetto, che si sta riprendendo dalla dipendenza da ossicodone e deve affrontare la morte del figlio e infine quella di un professore universitario, ricercatore per un farmaco antidolorifico esente da dipendenza alternativo all'ossicodone.

## Produzione

### Cast
Nel febbraio 2019, è stato annunciato che Armie Hammer, Gary Oldman, Evangeline Lilly e Veronica Ferres erano stati selezionati per il cast, con Nicholas Jarecki alla regia. Nell'aprile successivo anche Sam Worthington, Indira Varma, Kid Cudi, Luke Evans, Mia Kirshner, Michael Aronov e Martin Donovan si sono uniti al cast del film.

### Riprese
Le riprese principali del film sono iniziate nel febbraio 2019 e si svolte a Montréal, in Canada, e a Detroit, negli Stati Uniti d'America.

## Promozione
Il trailer è stato pubblicato il 27 gennaio 2021.

## Distribuzione
A dicembre 2020, è stato annunciato che la Universal Pictures, la Warner Brothers e la Quiver Distribution avevano acquisito i diritti di distribuzione del film.
La pellicola, distribuita da Quiver Distribution, è uscita il 26 febbraio 2021 nelle sale cinematografiche statunitensi, mentre il 5 marzo 2021 sulle piattaforme di streaming e il 26 marzo seguente ha debuttato nelle sale internazionali.

## Accoglienza

### Incassi
Confini e dipendenze è stata la pellicola indipendente con il maggior incasso al botteghino statunitense nel fine settimana di apertura, guadagnando 202489 dollari su un totale di 216 schermi. Il film negli Stati Uniti ha incassato 404738 $, mentre nel resto del mondo 694688 $, per un totale complessivo di 1099426 dollari.

### Critica
Sull'aggregatore di recensioni Rotten Tomatoes il film riceve il 66% delle recensioni professionali positive sulla base di 166 recensioni critiche; mentre su Metacritic di 40 su 100, su 18 recensioni.
Marc Malkin di Variety ha definito il film "intenso e tempestivo [...] con prestazioni eccezionali e narrazione raffinata", mentre Scott Mantz di KTLA ha scritto che il film è "avvincente e provocatorio. Un thriller fantastico con prestazioni superbe da parte di tutti". Joe Neumaier ha descritto il film come "un thriller drammatico che affronta ogni parte dell'emergenza di oppioidi", mentre John DeFore del The Hollywood Reporter ha affermato che il film è "ben intenzionato ma deludente".
Peter DeBruge di Variety ha dato al film una recensione positiva, dichiarando "un film avvincente... con scene coinvolgenti e/o strazianti...", mentre Pete Hammond di Deadline ha scritto che "Crisis arriva al momento giusto... Oldman e Lily sono eccellenti, e anche Hammer è molto bravo". Tuttavia la maggior parte dei critici ha evidenziato la somiglianza del film con Traffic di Steven Soderbergh, così come la sua narrazione artificiosa.
Il giorno dell'uscita nelle sale, Jeffrey Wells di Hollywood Elsewhere ha pubblicato un articolo "'Crisis' Is Fine - Critics Are Brutes" in cui ha attaccato i critici che stavano recensendo negativamente il film a causa della controversia personale di Armie Hammer. Nell'articolo, Welles ha scritto: "'In un mondo corretto e giusto... Crisis avrebbe raggiunto, diciamo, un punteggio dell'82%. Crisis è bello come Traffic di Steven Soderbergh? No, ma è intelligente e ben costruito...".